# Shinkansen Serie 0
Lo Shinkansen Serie 0 è un elettrotreno giapponese, a scartamento normale, per linee veloci (Shinkansen), in servizio presso le Ferrovie Nazionali Giapponesi e le compagnie ferroviarie JR Central e JR West. È stato il primo treno ad alta velocità giapponese e a quel tempo il più veloce al mondo in servizio regolare.

## Storia
La serie 0, che inizialmente non era classificata, in quanto era l'unico modello di Shinkansen in servizio, entrò in servizio il 1º ottobre 1964, poco prima delle Olimpiadi di Tōkyō 1964 sulla linea Tōkaidō Shinkansen, in livrea bianca con fascia blu all'altezza dei finestrini.
Diversamente dal resto della rete ferroviaria giapponese, a scartamento ridotto, le nuove linee veloci Shinkansen adottarono lo scartamento standard di 1435 mm.
Negli ultimi anni i treni della serie 0 sono stati usati, in composizione da 6 carrozze, sui servizi Kodama della JR West tra Shin-Ōsaka e Hakata e sulla linea Hakata-Minami, che collega la stazione di Hakata con quella di Hakataminami, adiacente al deposito Shinkansen di Hakata.
Il ritiro di tutti i treni serie 0 dal servizio regolare è stato ultimato il 30 novembre 2008, dopo 44 anni di servizio senza incidenti o gravi ritardi; in questa occasione sono state programmate delle corse Hikari straordinarie per il 6, il 13 e il 14 dicembre 2008, per le quali i biglietti sono andati a ruba.

## Caratteristiche
Tutti i convogli sono alimentati tramite linea elettrica aerea alla tensione di 25 kV, a corrente alternata a 60 Hertz. Ogni asse di ogni carrello è equipaggiato con motori di trazione da 185 kW di potenza, che permettono al treno di raggiungere una velocità massima di 220 km/h.
Originariamente i convogli erano composti da 12 vagoni, ma ne furono assemblati anche da 16. Successivamente il numero di carrozze venne ridotto a 6, o anche a 4, per i servizi minori.